# ジョイントクリエイト
ジョイントクリエイトは、日本の芸能プロダクション・ライブクリエイター団体である。運営母体は、ジョイントアクションクラブ（JAC）である。
演出家、ライブクリエイター、プロデューサー、振付師、スーツアクター、アクター、ダンサー、造形師が主に所属し、育成およびマネージメント、テレビ・演劇・ライブクリエイトや各種、企画・制作・構成・演出を手がける。

## クリエイタールーム
- 武智英明
- 三宅雄輔